# 聖衣剥奪
『聖衣剥奪』（せいいはくだつ、西: El Expolio）は、エル・グレコによる絵画作品。トレド大聖堂の祭壇画で、1579年に完成した。本作はトレド大聖堂の聖具室に展示されている。

## 依頼の経緯

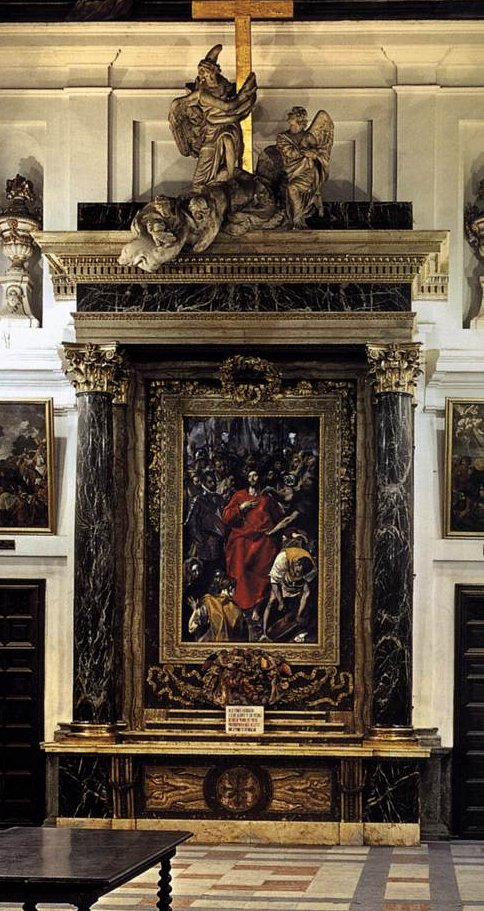
トレドのカテドラルでの展示の様子

1577年、グレコはトレド大聖堂の祭具室の祭壇画を依頼された。ローマ時代グレコの親友であったルイス・デ・カスティーリャの父親であるディエゴ・デ・カスティーリャが当時聖堂の司祭長の職にあったため実現したといわれる。本作は1579年6月に完成した。

## 主題
本作の主題はマルコによる福音書の16行から19行に渡って記されている、カルヴァリオの丘でのシーンが描かれている。「聖衣剥奪」の主題は当時極めて珍しいものであった。後述の問題視されたポイントは二つある。一つ目は画面左下に描かれた聖母マリア、マグダラのマリア、小ヤコブの母の存在である。彼女たちに関する聖書の記述はなく、それ故にグレコのこの解釈は異端的と考えられることとなった。この描写は13世紀のフランシスコ会士であった聖ボナヴェントゥラの著作である『キリスト受難に関する考察』を典拠にしたと考えられている。

## 画面構成
平面的で上下方向に積み上げていく傾向はマニエリスムにみられる傾向であり、当時斬新だったがゆえに批判されたと考えられている。この統一的な視点のない空間はビザンティンの影響が指摘されている。
それ以外にも視点移動を伴う動的空間や、バロックの先取りとみられるダイナミックな身体表現などが本作では表現されている。
また、傷一つないキリストの聖衣が次の瞬間に兵士たちの手によって引き裂かれるまでの一瞬を通じて、空間の緊張感を視覚的な表現に転換している。

## 訴訟について
画面構成は独創的であったが、それ故に注文主であった大聖堂参事会側から非難の声が上がった。この結果、当初グレコが要求した額から大幅に報酬が減額された。二点目として、キリストを取りまく群衆の頭が、そのキリストよりも上に描かれていることも批判の対象とされた。松井の調査によると、当時大聖堂は美術家に対する査定制度におけるアドバンテージ、査定額に関する観衆的な算定方式、造営主任による作品の監督や構図に対する認可の三点を以て事実上表現の統制を行うだけの力があったとされる。グレコは訴訟を起こし、敗訴すると作品の引き渡しを頑として拒否。結局訴訟調停役のアレホ・デ・モントーヤによる評価もあり、グレコは大聖堂側が払おうとしたよりもやや高い金額を受け取った。トレドで制作を続けたグレコはその後もしばしば報酬のことで注文主と争った。

## 関連作品

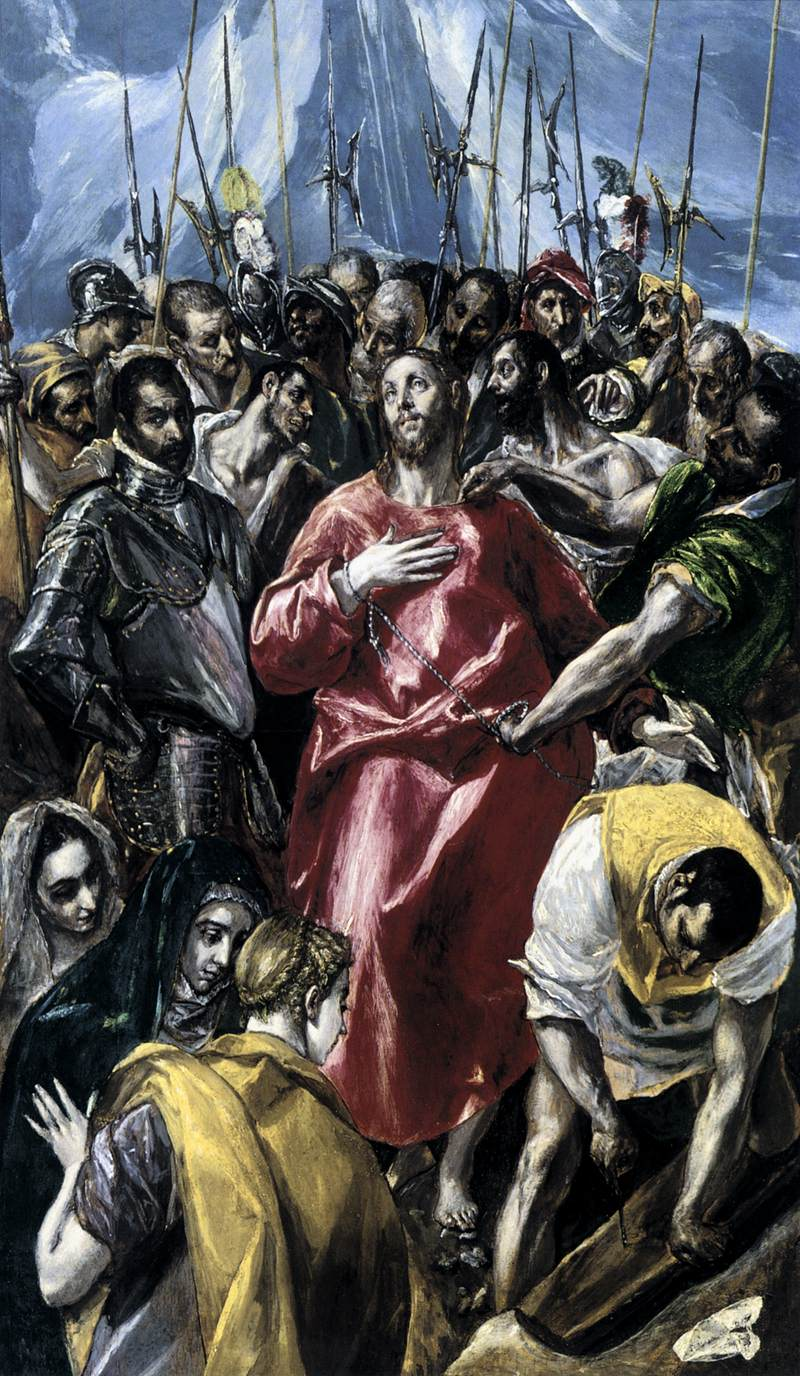
《聖衣剥奪》 1577-1579 アプトンハウス所蔵
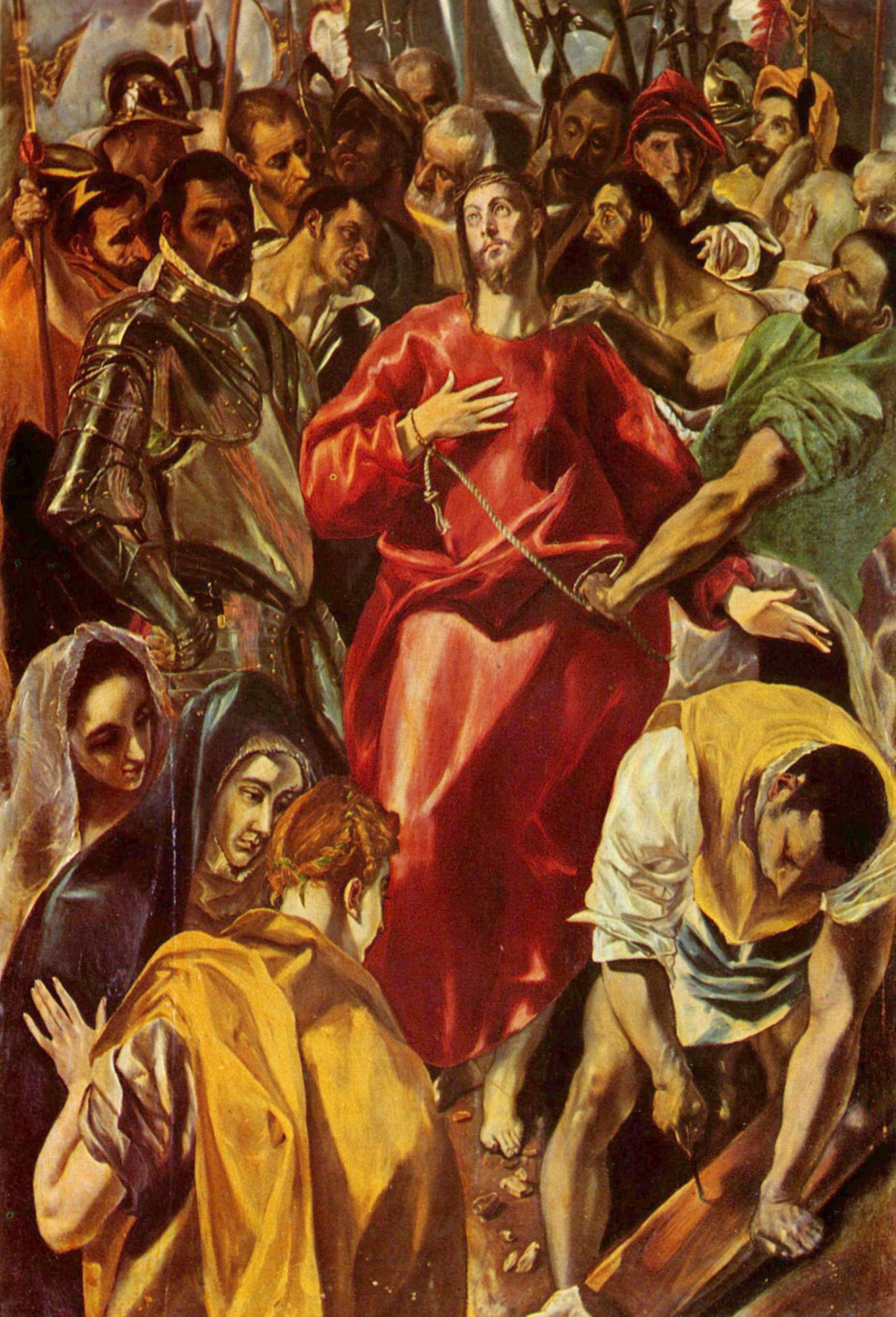
《聖衣剥奪》 1577-1579 サン・ヴィセンテ美術館所蔵
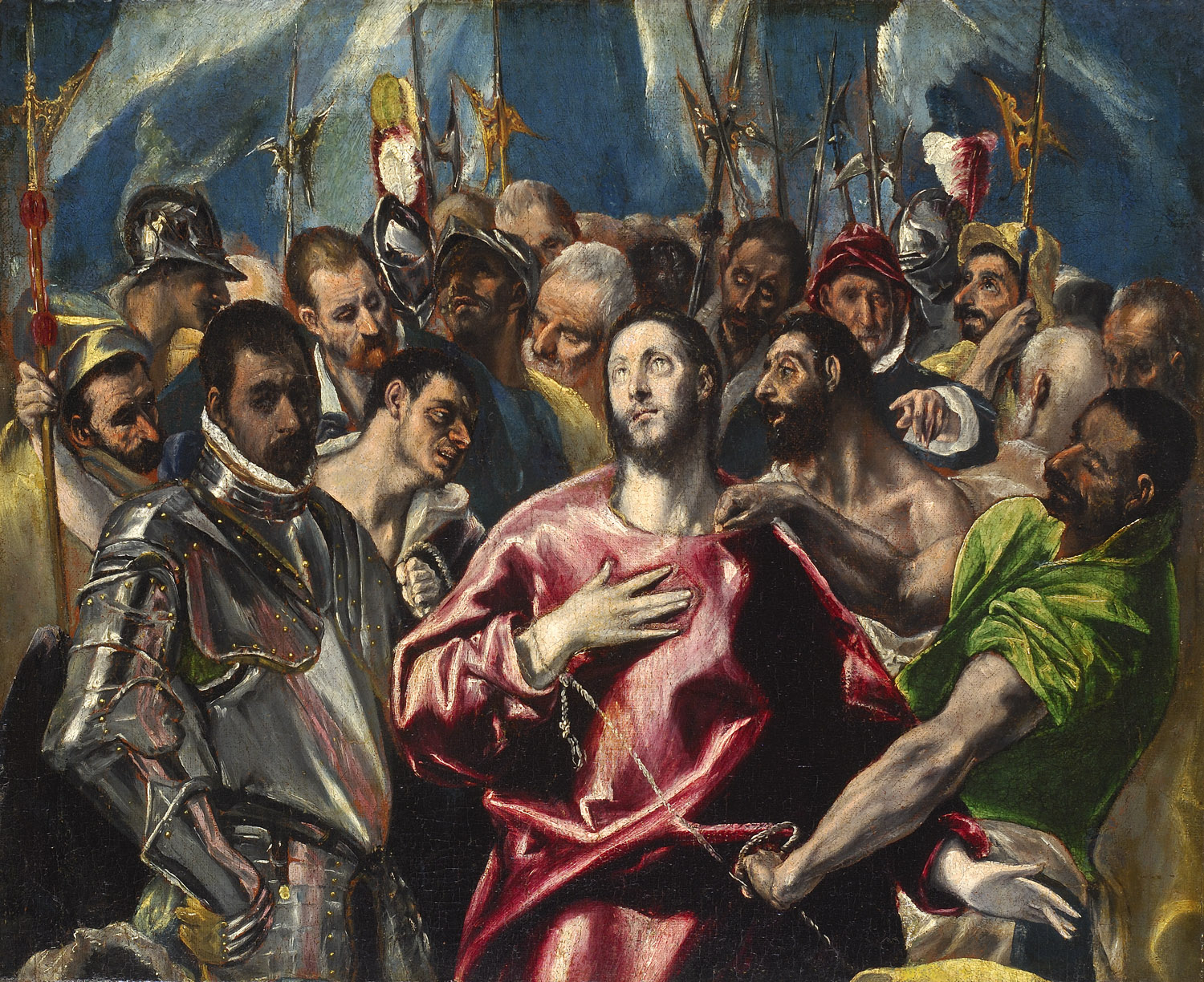
《聖衣剥奪》 1581-1585 リヨン美術館所蔵
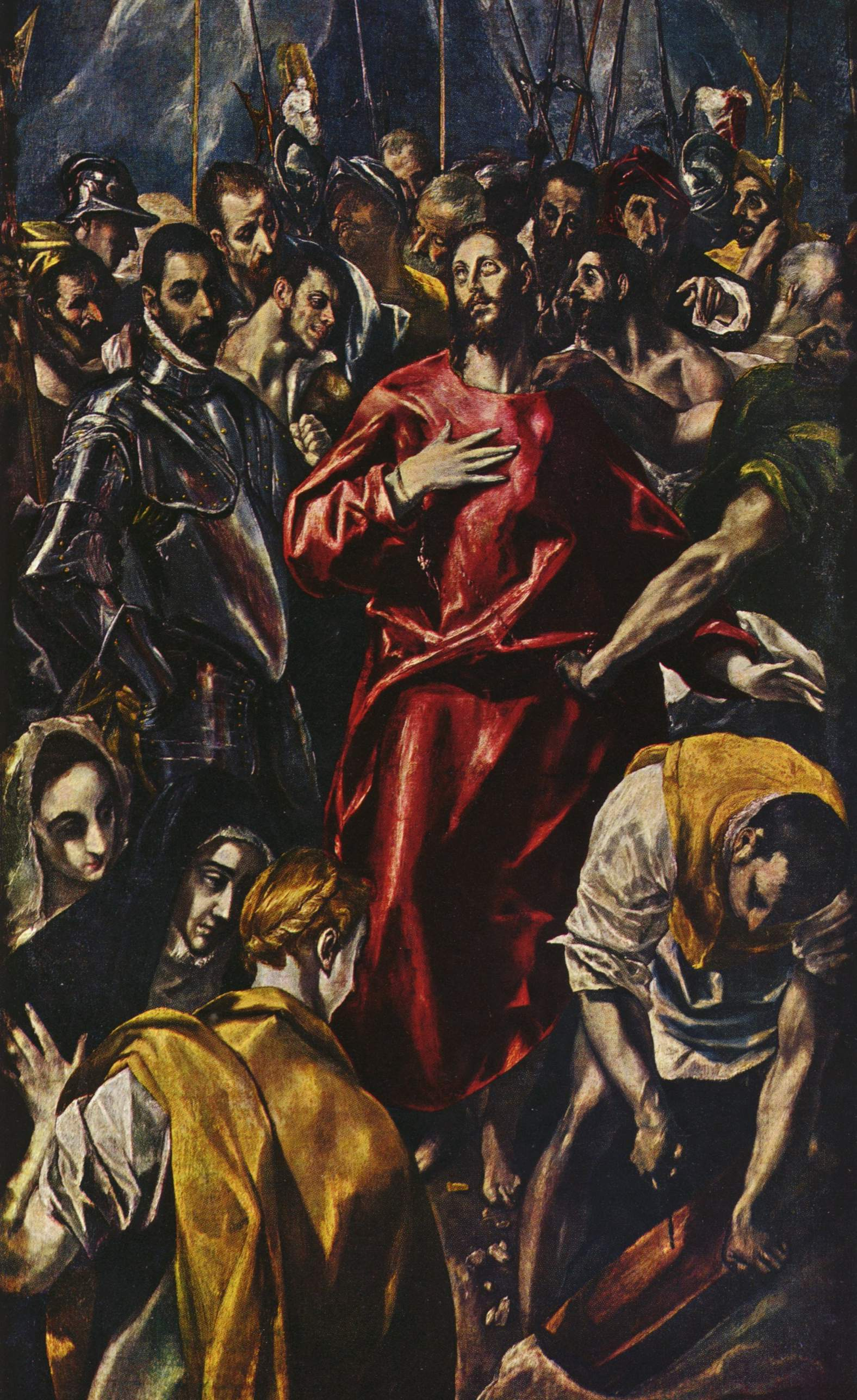
《聖衣剥奪》 1583-1584 アルテ・ピナコテーク所蔵
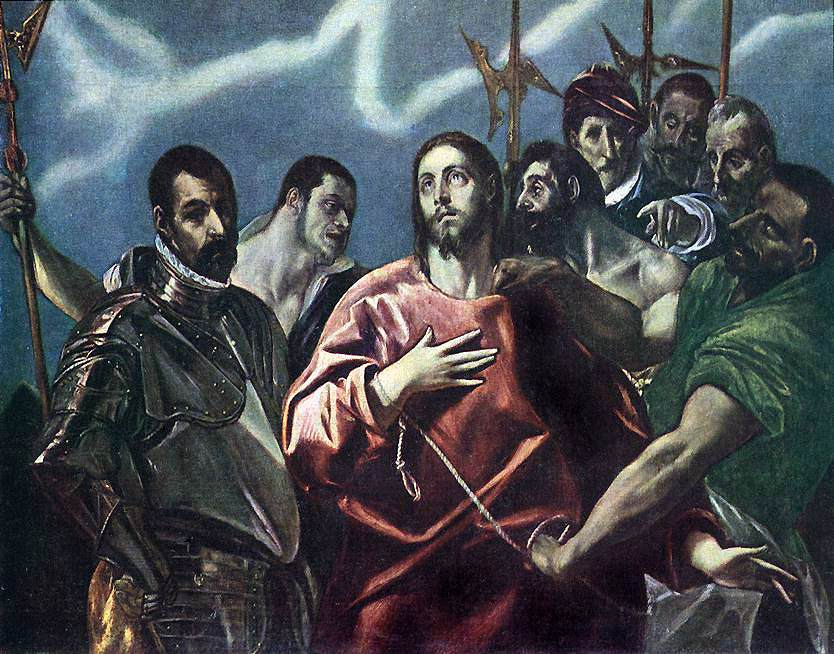
《聖衣剥奪》 1600年頃 ブダペスト国立西洋美術館所蔵